# LK-99
ابررسانای ال کا نود و نه  (به انگلیسی: LK-99) یک ابررسانای فشار محیطی و دمای اتاق پیشنهادی با ظاهر خاکستری-مشکی است.  LK-99 دارای ساختار شش ضلعی است که کمی از سرب - آپاتیت تغییر یافته است و ادعا می شود که به عنوان یک ابررسانا زیر ۴۰۰ کلوین (۱۲۷ درجه سلسیوس؛ ۲۶۰ درجه فارنهایت) عمل می کند.   این ماده توسط تیم سوکبایی لی، جی هون کیم و همکاران‌اش در  موسسه علم و فناوری کره (KIST) معرفی شده است.  تا تاریخ ۲۶ ژوئیه ۲۰۲۳ کشف ابررسانایی LK-99 مورد داوری همتا یا مستقل تکرار نشده است. 

## ترکیب شیمیایی
ترکیب شیمیایی LK-99 تقریباً  {\displaystyle Pb_{9}Cu(PO_{4})_{6}O} است به طوری که - در مقایسه با سرب - آپاتیت خالص  با فرمول {\displaystyle Pb_{10}(PO_{4})_{6}O} - تقریباً یک چهارم یونهای Pb(II) در موقعیت ۲ ساختار آپاتیت با یونهایCu(II) جایگزین می شوند. گفته می‌شود که این جایگزینی جزئی یون‌های {\displaystyle Pb^{+2}}(با اندازه ۱۳۳ پیکومتر ) با یون‌های{\displaystyle Cu^{+2}} (با اندازه‌ ۸۷ پیکومتر ) باعث کاهش ۰٫۴۸ درصدی حجم می‌شود و باعث ایجاد تنش داخلی در داخل ماده می‌گردد.
ادعا می شود که تنش داخلی باعث ایجاد یک چاه کوانتومی ناهمگون  در پیوند ناهمگون سرب (1) و اکسیژن در فسفات({\displaystyle [PO_{4}]^{-3}} ) می شود که یک چاه کوانتومی ابررسانا (SQW) تولید می کند. لی و همکاران در این ادعای  نشان دادند که LK-99 به میدان مغناطیسی ( اثر مایسنر ) هنگامی که از لایه نشانی بخار شیمیایی برای اعمال LK-99 به یک نمونه مس غیر مغناطیسی استفاده می شود، پاسخ نشان می دهد. سرب-آپاتیت خالص یک عایق است، اما لی و همکارانش ادعا می کنند  چنانچه این ترکیب با مس آلاییده شده تشکیل  LK-99 یک ابررسانا  می‌دهد و به همین منوال در دماهای بالاتر خاصیت فلزی از خود نشان می دهد.

## سنتز
Sukbae Lee ( 이석배</link> ) و جی هون کیم ( 김지훈</link> ) روشی برای سنتز مدهه LK-99 ارائه می دهد  با تولید لانارکیت از اختلاط ۱:۱ پودرهای اکسید سرب (II) (PbO) و سولفات سرب (II) (Pb(SO 4 )) و سپس حرارت دادن در ۷۲۵ درجه سلسیوس (۱٬۰۰۰ کلوین؛ ۱٬۳۴۰ درجه فارنهایت) به مدت ۲۴ ساعت در حضور هوا :
PbO + Pb (SO 4 ) → Pb 2 (SO 4 )O
علاوه بر این، فسفید مس (I) (Cu 3 P) با مخلوط کردن پودرهای مس (Cu) و فسفر (P) در یک لوله مهر و موم شده تحت خلاء {\displaystyle 10^{-3}} تور تولید شد و تا ۵۵۰ درجه سلسیوس (۸۲۰ کلوین؛ ۱٬۰۰۰ درجه فارنهایت) به مدت ۴۸ ساعت  گرم شد: 
Cu + P → Cu 3 P
کریستال های لانارکیت و فسفید مس را به صورت پودر درآمده و به نسبت مولی 1:1 مخلوط کرده و در یک لوله مهر و موم شده تحت خلاء  {\displaystyle 10^{-3}} تور قرار داده و تا ۹۲۵ درجه سلسیوس (۱٬۲۰۰ کلوین؛ ۱٬۷۰۰ درجه فارنهایت) حرارت دادند. بین ۵ تا ۲۰ ساعت: 
Pb 2 (SO 4 )O + Cu 3 P + O 2 (g) → Pb 10-x Cu x (PO 4 ) 6 O + S (g)، که در آن (0.9 < x < 1.1)

## نام
نام LK-99 از حروف اول دو کاشف دکتر لی و دکتر کیم و سال کشف (۱۹۹۹) گرفته شده است.  این زوج در ابتدا با پروفسور چوی دونگ شیک در دانشگاه کره در دهه ۱۹۹۰ میلادی  کار می کردند ( 최동식</link> ) 
این یافته‌ها ابتدا در سال ۲۰۲۰ به نیچر ارسال شد، اما رد شد - به دلیل محفوظات مربوط به انتشار تحقیقات ابررسانا (جعلی) توسط رنگا پی دیاس (Ranga P. Dias) از طرف نیچر رد شد .   درخواست ثبت اختراع در سال ۲۰۲۱ ثبت شد و در۳ مارس ۲۰۲۳ منتشر شد.  یافته‌ها در ۲۳ ژوئیه ۲۰۲۳ برای بررسی به مجله APL Materials ارسال شد. 

### نویسندگان
ماتریس اعتبار و وابستگی نویسنده:
| نویسندهوابستگی                | Lee, Sukbae (이석배) | Kim, Ji-Hoon (김지훈) | Kim, Hyun-Tak (김현탁) | Im, Sungyeon (임성연) | An, SooMin (안수민) | Kwon, Young-Wan (권영완) | Auh, Keun Ho (오근호) | Choi, Dong-Shik (최동식) |
| ----------------------------- | -------------------- | --------------------- | ---------------------- | --------------------- | ------------------- | ------------------------ | --------------------- | ------------------------ |
| HYU                           |                      |                       |                        |                       |                     |                          | پروفسور بازنشسته      |                          |
| KU ‒ KIST                     |                      |                       |                        |                       |                     | استاد                    |                       |                          |
| W&M                           |                      |                       | استاد                  |                       |                     |                          |                       |                          |
| Q-Centre (주)퀀텀에너지연구소 | مدیر عامل            | راهنمای تحقیق و توسعه |                        | ✔                     | ✔                   | CTO                      | ✔                     |                          |
| ثبت اختراع (2020)             | 1                    | 2                     |                        |                       |                     |                          |                       |                          |
| ثبت اختراع (2021)             | 1                    | 2                     |                        |                       |                     | 3                        |                       |                          |
| لی و کیم+ (2023a)             | 1                    | 2                     |                        | 3                     | 4                   | 5                        | 6                     | تصدیق کرد                |
| لی و کیم+ (2023b)             | 1                    | 2                     |                        | تصدیق کرد             | تصدیق کرد           | 3                        | تصدیق کرد             |                          |
| لی و کیم+ (2023c)             | 1                    | 2                     | 3                      | 4                     | 5                   | تصدیق کرد                | 6                     | تصدیق کرد                |
| Kwon (2023)                   |                      |                       |                        |                       |                     | 1                        |                       |                          |

## واکنش
تا تاریخ ۵ مه ۱۴۰۲، اندازهگیری این خاصیت در ال کا ۹۹ موید یک ابررسانا آنطور که آنها توضیح داده اند نبوده است.آنها توضیح نداده اند که چگونه خاصیت مغناطیسی  ال کا ۹۹  و یا حتی ظرفیت گرمای ویژه آن می تواند تغییر کند.
توضیح جایگزین برای واکنش بیان شده LK-99 به آهنربا می تواند دیا مغناطیس باشد. 
تا تاریخ ۳۱ مه ۱۴۰۲ تقریبا تمامی اندازهگیری های مستقل نشان دادند که هیچ ابررسانایی در این ماده وجود ندارد.

## بیشتر خواندن
- 최동식 (1994-05-17). 초전도 혁명의 이론적 체계 [Theoretical Framework of the Superconducting Revolution] (به کره‌ای). ISBN 89-7641-276-1. Archived from the original on 2023-07-27. Retrieved 2023-07-27.
- Lowe, Derek (2023-07-26). "Breaking Superconductor News". Chemical News. In the Pipeline (blog). American Association for the Advancement of Science. Archived from the original on 2023-07-26. Retrieved 2023-07-26 – via Science.org.
- Garisto, Dan (2023-07-27). "Viral New Superconductivity Claims Leave Many Scientists Skeptical". Materials science. Scientific American. Retrieved 2023-07-28.
- Orf, Darren (2023-07-27). "Scientists Claim They Found the Holy Grail of Superconductors". Energy. Popular Mechanics. Retrieved 2023-07-28.

## لینک های خارجی
- Magnetic Property Test of LK-99 Film (video). Quantum Energy Research Centre. 2023-01-26. Retrieved 2023-07-25 – via Youtube.
- Kim, Hyun-Tak (2023-07-25). Superconductor Pb10-xCux(PO4)6O showing levitation at room temperature and atmospheric pressure and mechanism (video). Retrieved 2023-07-25 – via ScienceCast.
- McCalip, Andrew (2023-07-28). MeissnerOrBust. Replication of LK-99 (Live stream). Los Angeles – via Twitch.

## مراجع
1. 1 2 3 4 5 6 7 8  Lee, Sukbae; Kim, Ji-Hoon; Kwon, Young-Wan (2023-07-22). "The First Room-Temperature Ambient-Pressure Superconductor". arXiv:2307.12008.
2. 1 2  Lee, Sukbae; Kim, Ji-Hoon; Im, Sungyeon; An, Soomin; Kwon, Young-Wan; Auh, Keun Ho (2023-03-31). "Consideration for the development of room-temperature ambient-pressure superconductor (LK-99)". Korean Crystal Growth and Crystal Technology. Korea Association Of Crystal Growth. 33 (2): 61‒70. doi:10.6111/JKCGCT.2023.33.2.061. Archived from the original on 2023-07-25. Retrieved 2023-07-25.
3. ↑  Flaherty, Nick (2023-07-26). "Race is on for room temperature superconductor". Technology News. eeNews Europe. European Business. Archived from the original on 2023-07-26. Retrieved 2023-07-26. published on the pre-print server arxiv.org and still has to go through peer review
4. 1 2 3 4 5 6  Lee, Sukbae; Kim, Ji-Hoon; Kim, Hyun-Tak; Im, Sungyeon; An, SooMin; Auh, Keun Ho (2023-07-22). "Superconductor Pb10−xCux(PO4)6O showing levitation at room temperature and atmospheric pressure and mechanism". arXiv:2307.12037.
5. ↑  Kim, Ji-Hoon. "About". Retrieved 2023-07-26. working on superconducting materials again, and finally, succeeded in synthesizing a room temperature and atmospheric pressure superconductor (RTAP-SC) … named LK99 (first discovered as a trace by Dr. Lee and Dr. Kim in 1999).
6. 1 2  이병철; 최정석 (2023-07-27). ‘노벨상감’ 상온 초전도체 세계 최초 개발했다는 한국 연구...과학계 ‘회의론’ 넘을까 [Korean study into world's first room-temperature superconductor … can it overcome scientific 'skepticism' … to win Nobel prize]. Chosun Biz (به کره‌ای). Archived from the original on 2023-07-27. Retrieved 2023-07-27.  연구를 주도한 이석배 퀀텀에너지연구소 대표는 27일 오전 조선비즈와 만나 “2020년에 처음 연구 결과를 네이처에 제출했지만 다이어스 교수 사태 때문에 네이처가 논문 게재를 부담스러워했고, 다른 전문 학술지에 먼저 게재할 것을 요구했다”며 “국내 학술지에 먼저 올려서 국내 전문가의 검증을 받고 사전공개 사이트인 아카이브에 올린 것”이라고 말했다. 이 대표는 지난 23일 국제 학술지인 ‘ALP 머터리얼즈’에도 논문을 제출했다고 덧붙였다. 세계적인 물리학 저널에 인정을 받겠다는 설명이다.  … “지금은 작고한 최동식 고려대 화학과 교수와 함께 1990년대 중반부터 상온 초전도체 구현을 위해 20년에 걸쳐 연구와 실험을 진행했다”고 말했다. 이 대표는 상압상온 초전도체에 대한 특허도 출원했다고 밝혔다.
7. 1 2  KR published 2023027536A1, 이석배; 김지훈 & 권영완, "Ceramic composite with superconductivities over room temperature at atmospheric condition and method of manufacturing the ceramic composite", published 2023-03-02 «نسخه آرشیو شده». بایگانی‌شده از اصلی در ۲۶ ژوئیه ۲۰۲۳. دریافت‌شده در ۲۸ ژوئیه ۲۰۲۳.
8. ↑  LK-99. Korea Intellectual Property Rights Information Service (Report). Korean Intellectual Property Office. 2023-04-04. Archived from the original on 2023-07-26. Retrieved 2023-07-25. LK-99; … Applicant: Quantum Energy Research Centre (Q-centre); … Status: Awaiting Examination
9. ↑  KR application 20210062550A, 이석배 & 김지훈, "Method of manufacturing ceramic composite with low resistance including superconductors and the composite thereof", published 2022-06-02
10. ↑  Bodin, Kenneth [@KennethBodin] (2023-07-28). "They have now also presented at MML2023. They took questions. Answers not entirely satisfying. Rumour is that MIT SC specialists are flying over to scrutinize experiments. (Photo @JohanaAkerman [Johaa Akerman])" (Tweet). Retrieved 2023-07-28 – via Twitter.
11. ↑  Kwon, Young-Wan (28 July 2023). The World First: Room-Temperature Ambient-Pressure Superconductor. MML 2023: 11th International Symposium on Metallic Multilayers (conference presentation). Korea University, Seoul, Korea: The Korean Magnetics Society. {{cite conference}}: |access-date= requires |url= (help); |archive-url= requires |url= (help)
12. ↑  Seifert, Tom S. [@TeraTom_S] (2023-07-28). "Just listening to an impressive talk of one of the coauthors of the room-temperature superconductor #LK99 at Korea university, Young-Wan Kwon. Just one of the great experiences of the MML2023 conference in Seoul. #MML23" (Tweet). Retrieved 2023-07-28 – via Twitter.
13. ↑  Padavic-Callaghan, Karmela (2023-07-26). "Room-temperature superconductor 'breakthrough' met with scepticism". New Scientist. Archived from the original on 2023-07-26. Retrieved 2023-07-26.
14. ↑  Ritchie, Stuart (2023-07-26). "The latest mega-breakthrough on room-temperature superconductors is probably nonsense". i. Archived from the original on 2023-07-26. Retrieved 2023-07-27.